# رژیم لاغری
این روش تغذیه برای سلامتی افراد چاق لازم و حیاتی است ولی می‌تواند برای افراد معمولی خطرناک باشد. اینکه چه کسی باید رژیم لاغری بگیرد را پزشک یا متخصص تغذیه مشخص می‌کند.

## دیابت و رژیم لاغری
چنانچه مبتلا به دیابت هستید، رعایت رژیم لاغری می‌تواند منتهی به رهایی از انسولین یا دارودرمانی شود. با کمک کارشناسان و متخصصان تغذیه یک رژیم لاغری دیابتیک را تنظیم نمایید.
هیچ شکی در این نیست که اگر شما دچار اضافه وزن هستید و مبتلا به دیابت نوع ۲ نیز می‌باشید، رژیم لاغری سالم قند شما را کاهش داده، منجر به بهبود سلامتی شده و به شما کمک می‌کند که حس بهتری داشته باشید.
اما پیش از آنکه رژیم لاغری دیابتیک را شروع کنید، به خاطر داشته باشید که نظارت پزشک غدد یا پزشک متخصص دیابت حائز اهمیت است چراکه در زمان رعایت رژیم لاغری، بررسی قند خون، انسولین و دارودرمانی تان به توجه خاصی نیاز پیدا می‌کند.
اشتباه نکنید – شما با رعایت رژیم لاغری در مسیر درستی قدم گذاشته‌اید. میزان اضافه وزن بالای شما اهمیتی ندارد چراکه در صورت کاهش مقداری از وزنتان، قند خون شما به طور معناداری کاهش پیدا می‌کند.
یافته‌های مطالعه سلامت موسسه ملی آمریکا حاکی از آن است که ترکیب یک رژیم لاغری و فعالیت بدنی منجر به کاهش ۷درصدی ریسک پیشرفت دیابت می‌شود. این مطالعه شامل شرکت کنندگان دچار اضافه وزن (متوسط توده بدنی بالاتر از۳۴) بود که سطوح قند خون بالا داشتند ولی هنوز مبتلا به دیابت نشده بودند.
همه ما می دانیم که چنانچه فرد مبتلا به دیابت، ۵ تا۱۰٪ از وزن خود را کم کند به طور معناداری قند خون خود را کاهش خواهد داد.

## مزایا
حتی کاهش ۵ تا ۸ کیلو از وزن نیز مزایای بسیار برای سلامتی در بر خواهد داشت:
- منجر به کاهش قند خون می‌شود
- منجر به کاهش فشار خون می‌شود
- منجر به بهبود سطوح کلسترول می‌شود
- فشار وارد بر زانوها، مچ، پا و مفصل ران را کاهش می‌دهد.